# Blitterswijck
Blitterswijck ist ein Dorf in der niederländischen Provinz Limburg. Es gehört seit dem 1. Januar 2010 zur Gemeinde Venray und liegt etwa 20 km nördlich von Venlo.

## Geschichte
Das Dorf wurde erstmals 1242 als „Willem van Blitterswijck“ erwähnt und bedeutet so viel wie „Siedlung von Blicter (Person)“. Blitterswijck entwickelte sich entlang der Maas in der Nähe einer Burg. 1815 wurde es Teil des Königreichs der Niederlande.
Das Schloss Blitterswijck stammt circa aus dem 14. Jahrhundert. 1670 wurde es restauriert und 1806 neu gestaltet. Das Schloss wurde 1944 zerstört. Heute stehen nur noch Ruinen vom Schloss.
Die katholische „Onze Lieve Vrouwe“ (Liebfrauen) Kirche ist eine zweischiffige Kirche und stammt aus der Zeit um 1500. 1944 wurde sie schwer beschädigt. Das Kirchenschiff wurde zwischen 1950 und 1951 restauriert. 1953 wurde ein größerer Turm hinzugefügt. Das Kloster Blitterswijck war von 1903 bis 1919 ein französisches Kloster der Trappistinnen.
1840 lebten in Blitterswijck 444 Menschen. Das Dorf wurde 1944 im Zweiten Weltkrieg schwer beschädigt. Bis zum 1. Januar 2010 war der Ort ein Teil der Gemeinde Meerlo-Wanssum.